# Distretti di Cipro del Nord

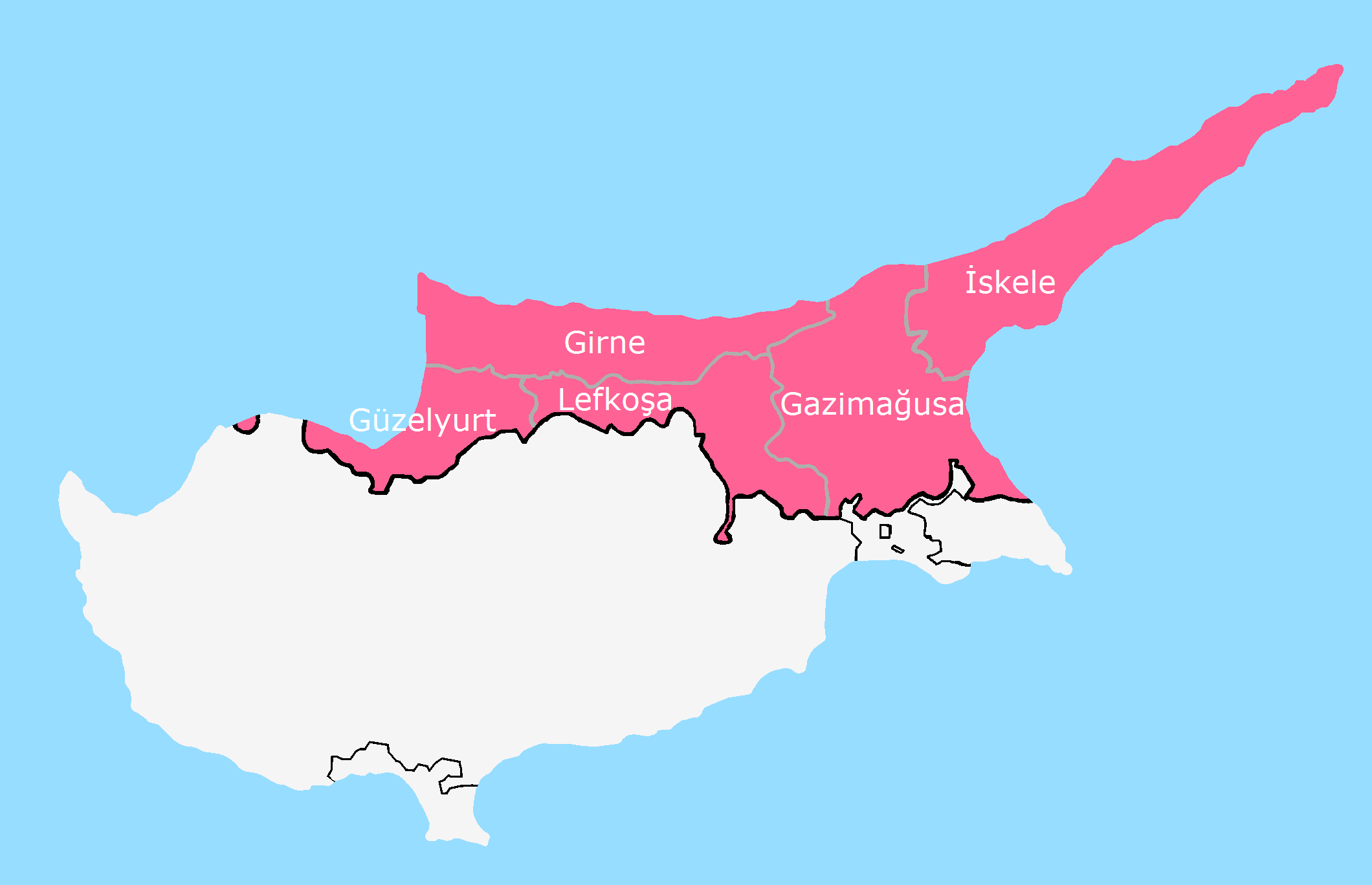
Distretti di Cipro del Nord

I distretti di Cipro del Nord costituiscono la suddivisione territoriale di primo livello del Paese e sono sei in totale.
Due di essi si sovrappongono in parte ai distretti di Cipro: si tratta del distretto di Gazimağusa, che comprende una porzione del territorio appartenente de iure al distretto di Famagosta, e quello di Lefkoşa, che include parti di territorio appartenenti, sempre de iure, ai distretti di Nicosia e di Larnaca.
Ciascun distretto è amministrato da un governatore e si articola a sua volta in subdistretti, pari nel loro complesso a 12.

## Lista
| Localizzazione | Distretto  | Capoluogo            | Popolazione (2011) | Superficie (km²) | Subdistretti                        |
| -------------- | ---------- | -------------------- | ------------------ | ---------------- | ----------------------------------- |
|                | Gazimağusa | Famagosta Gazimağusa | 69 838             | 997              | - Mağusa - Akdoğan - Geçitkale      |
|                | Girne      | Kyrenia Girne        | 73 577             | 690              | - Girne - Çamlıbel                  |
|                | Güzelyurt  | Morfou Güzelyurt     | 20,045             |                  | - Güzelyurt - Lefke                 |
|                | İskele     | Trikomo İskele       | 23 356             | 774              | - İskele - Mehmetçik - Yeni Erenköy |
|                | Lefkoşa    | Nicosia Nord Lefkoşa | 98 739             | 502              | - Lefkoşa - Değirmenlik             |
|                | Lefke      | Leuka Lefke          | 11,071             |                  | - Lefke                             |

- Nel 2016 è stato istituito il distretto di Lefke (con capoluogo Leuka, Lefke in Turco) per scorporo dal distretto di Güzelyurt.